# 小笠原るい
小笠原 るい（おがさわら るい）は、日本のAV女優。LIGHT所属。

## 略歴
2021年9月、マドンナの専属女優としてAVデビュー。
2022年2月より専属を離れ企画単体女優となる。

## 作品

### アダルトDVD
- 控えめに言って、最高のIカップ人妻―。 Madonna大型新人 小笠原るい 36歳 AV DEBUT（9月28日、マドンナ）※Blu-ray Disc版も同時発売
- 最高峰のIカップ人妻、覚醒。 絡み合う体液、交り合う唾液、濃密接吻セックス。（10月26日、マドンナ）
- 妻には口が裂けても言えません、義母さんを孕ませてしまったなんて…。 ―1泊2日の温泉旅行で、我を忘れて中出ししまくった僕。―（11月23日、マドンナ）
- 出張先のビジネスホテルでずっと憧れていた女上司とまさかまさかの相部屋宿泊（12月28日、マドンナ）

- 専属Iカップ美熟女を服従調教!! 原作:タカスギコウ 蜜に群がる蟲 年下男に凌辱され尽くす巨乳妻の卑猥な痴態を再実写化!!（1月25日、マドンナ）※Blu-ray Disc版も同時発売
- 巨乳の女社長に誘われて… 真昼のホテルでパワハラ不倫（2月25日、クリスタル映像）
- 母子姦（3月15日、グローリークエスト）※Blu-ray Disc版も同時発売
- いやらしすぎる嫁の肉体 2 〜スケベな体にのめり込んだ義父〜（3月22日、ながえスタイル）※Blu-ray Disc版も同時発売
- 同窓会の後は…（3月24日、タカラ映像）
- 母子交尾 【那須黒羽路】（4月5日、ルビー）

### ネット配信
- ラグジュTV 1540 大人の女性としての色気と落ち着きと知性溢れる巨乳マナー講師が登場!旦那様以外に身体を触れられ、戸惑いつつも徐々に心と体は開放的になっていき、熟れ始めた見事なグラマラスボディを晒し巨根の快楽に酔い痴れる!（2022年3月28日、ラグジュTV）※「沙月」名義